# Jenny Tran
Jenny Tran (* in Burbank, Los Angeles County, Kalifornien) ist eine US-amerikanische Theater- und Filmschauspielerin. Sie  tritt auch unter den Namen Catherine J. Kaine und Petito Potato in Erscheinung.

## Leben
Tran wurde im kalifornischen Burbank geboren. Sie wirkte in Bühnenstücken an verschiedenen Theatern unter anderem in Tucson, Sacramento und Phoenix mit. 2008 feierte sie in einer Episode der Fernsehserie Gunn ihr Fernsehdebüt. 2017 übernahm sie die Hauptrolle im Fernsehfilm I Do Sketch. Sie wirkte in mehreren Episoden der Fernsehserien Laff Mobb’s Laff Tracks und JGI at Home mit. Eine der Hauptrollen, die der Francine Dee, stellte sie 2020 in Yellow River Christmas dar. 2022 übernahm sie größere Rollen in den The-Asylum-Produktionen Moon Crash und Jurassic Domination.

## Filmografie (Auswahl)
- 2008: Gunn (Fernsehserie, Episode 1x01)
- 2014: The Walking Deader (Kurzfilm)
- 2014: Courting Chaos
- 2014: The Riven
- 2015: Chronically Single (Miniserie)
- 2015: Disney Princes in Real Life (Kurzfilm)
- 2016: Aaron Sorkin MasterClass Parody (Kurzfilm)
- 2017: Fired (Kurzfilm)
- 2017: You Can Do Better (Fernsehserie, Episode 2x09)
- 2017: Instructions for Living
- 2017: I Do Sketch (Fernsehfilm)
- 2018: Social Climate Weather Team (Fernsehfilm)
- 2018: The Trend Friend (Kurzfilm)
- 2018: Fangirled (Fernsehserie, Episode 1x03)
- 2019: You’re the Worst (Fernsehserie, Episode 5x03)
- 2019: Thumb Wars IX: The Thighs of Skyskipper
- 2019–2020: Laff Mobb's Laff Tracks (Fernsehserie, 4 Episoden, verschiedene Rollen)
- 2020: This Is Us – Das ist Leben (This Is Us, Fernsehserie, Episode 4x10)
- 2020: Space Force (Fernsehserie, Episode 1x03)
- 2020: JGI at Home (Fernsehserie, 4 Episoden)
- 2020: Yellow River Christmas
- 2021: The Premise (Fernsehserie, Episode 1x02)
- 2022: Moon Crash
- 2022: Trust Us (Fernsehfilm)
- 2022: Gaslit (Miniserie, Episode 1x04)
- 2022: Infinity System (Kurzfilm)
- 2022: Jurassic Domination
- 2022: Alien Space Battle (Attack on Titan)
- 2022: 8 Found Dead
- 2022: Dognapped: Hound for the Holidays (Fernsehfilm)
- 2024: A Model Murder (Fernsehfilm)
- 2024: Fool Me Once, Revenge on You
- 2024: Earthquake Underground
- 2024: The Cleaning Lady (Fernsehserie, Episode 3x10)
- 2024: Interior Chinatown (2 Episoden)

## Theater (Auswahl)
- Orange Flower Water, Unscrewed Theater
- Collapse, The Sci-Fi Center
- Collective Rage: A Play in Five Betties, Blacktop Comedy
- Geek!, Theater One
- The New Girl, Changing Hands
- Top Girls, Improv Mania
- Political Debate, Impro Studios
- Orange Flower Water, TIM Comedy Theater
- Stop Kiss, Resurrection